# Veliki val kod Kanagawe
Veliki val kod Kanagawe (japanski: 神奈川沖浪裏, Kanagawa-oki nami-ura), znan i kao Veliki val ili samo Val, je obojeni drvorez japanskog umjetnika Katsushike Hokusaija. Jedan od najpoznatijih primjera ukiyo-e umjetnosti, drvorez je objavljen negdje između 1829. i 1833. godine, krajem Edo razdoblja), kao prvi iz autorove serije Trideset i šest prizora s brda Fuji. Veliki val danas predstavlja Hokusaijevo najpoznatije djelo, a ujedno je i jedno od najpoznatijih djela japanske umjetnosti u svijetu.
Prikazuje divovski val koji prijeti brodovima kod obale japanske perefekture Kanagawa. Iako se nekad pretpostavlja da je u pitanju tsunami, val je, kako stoji u opisu slike, veliki okinami, doslovno prevedno "val na otvorenom moru". Kao i sve grafike iz serije, Veliki val prikazuje prizor na moru oko planine Fuji, vidljive u pozadini, u posebnim uvjetima. 
Reprodukcije drvoreza nalaze se uglavnom na Zapadu, na mjestima poput Muzeja umjetnosti Metropolitan u New Yorku, Britanskog muzeja u Londonu, Umjetničkog instituta u Chicagu te kuće Claudea Moneta u Givernyju. Jedna reprodukcija može se vidjeti i u Azijskoj galeriji u sklopu Nacionalne galerije u Victoriji u australskom Melbourneu.